# 胡剑江
胡劍江香港企業家，祖籍廣東省潮陽縣，香港潮州商會 永遠名譽會長, 香港潮陽同鄉會 永遠名譽會長，慈善機構香港信愛慈善基金有限公司及世界關愛慈善基金有限公司創辦人。

## 職銜
企業職位
A. 企業職位
胡良利集團（控股）有限公司 - 主席
胡良利珠寶有限公司 - 主席

B. 公共職務、社會團體職位
中國人民政治協商會議全國委員會 委員 
香港潮州商會 永遠名譽會長
香港汕頭社團總會 名譽主席
香港潮陽同鄉會 永遠名譽會長
海外潮人企業家第七屆 名譽會長
香港華都獅子會(2014-2015) 會長
香港中華總商會 會董

C. 慈善活動及社會教育
香港信愛慈善基金有限公司 - 創辦人
世界關愛慈善基金有限公司  - 創辦人
香港潮州會館中學 - 校董
潮陽幼稚園現任校董 - 校董